# Ftía I de Epiro
Ftía fue reina de la tribu de los molosos, en la región de Epiro (en la actual Grecia). Vivió en época clásica y su marido fue el primer rey no mítico cuyo nombre aparece en las fuentes, Admeto de Epiro.

## Biografía
La reina Ftía y su marido fueron coetáneos del general ateniense Temístocles, que había promovido acciones políticas en contra de la monarquía epirota. No obstante, cuando el año 471 a. C. Temístocles fue condenado al ostracismo por traición, huyó primero a Corfú y posteriormente a la corte del rey Admeto.
Al momento de su llegada el rey se negó, pero la reina Ftía insistió para aceptarlo en la corte. Para que se ganase el favor del rey, le aconsejó que pidiera refugio con un ritual especialmente sagrado para los molosos: coger a su hijo, el joven príncipe real, y colocarlo sobre sus rodillas en las cercanías del hogar. Al regresar Admeto y ver a su hijo en las manos de Temístocles, se conmovió y le dio su protección. Posteriormente, y haciendo oídos sordos a los embajadores atenienses y espartanos que llegaron después, Admeto logró que Temístocles se trasladara sano y salvo a Pidna, desde donde acudió más tarde a la corte persa.